# FicZone
FicZone, anteriormente conocido como el Salón del Manga de Granada, es un evento sobre manga, cultura japonesa, cómics, animación y ciencia ficción que se celebra en la ciudad de Granada (España). Está organizado por la Asociación cultural Crossover, contando con la colaboración de otras entidades y asociaciones de distintos ámbitos. Desde su primera edición celebrada en 2009, éste se ha convertido en uno de los salones más destacados de España.

## Historia

### Desarrollo histórico
La primera edición de 2009 se celebró los días 23 y 24 de mayo en el Palacio de Congresos de Granada y destacó por constituir una novedad no solo en el ámbito granadino, sino también en otras provincias de alrededor (Almería, Jaén o Málaga).

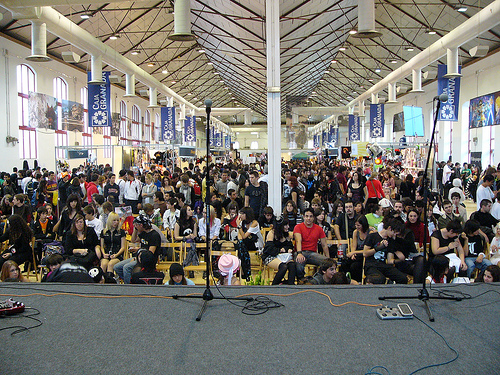
Interior del II Salón del Manga de Granada, en noviembre de 2009.

En vistas del éxito de la edición anterior, en noviembre del mismo año se celebró una edición especial, esta vez más enfocada a Japón y la cultura japonesa en sí. En esta ocasión se celebró del 6 al 8 de noviembre en la Feria de Muestras de Armilla (FERMASA), recibiendo un gran número de visitas que incluso superaron las previsiones de la organización (15.000 personas). Esta edición fue recibida con una mayor acogida que la anterior, tanto por el público como por los medios de prensa regionales, especialmente el Diario Ideal. Su ambientación y temática sobre la cultura japonesa constituyó toda una novedad, así como un mayor espacio en el que se desarrollaron las exposiciones y actividades.
Con la III Edición del Salón (celebrada el 27 y 28 de noviembre de 2010) el evento ha cambiado su nombre, recibiendo el de Salón del Manga FicZone de Granada. En esta última edición celebrada, que destacó por el cambio de nombre y la presencia de algunos invitados de renombre (como Kenny Ruiz) el evento volvió a celebrarse en el Palacio de Congresos de Granada y, aunque no se abandonó la temática del manga y el anime, se enfocó más en la Ciencia ficción, cómic europeo y norteamericano, así como animación de distinto tipo. En esta ocasión volvió a destacar la afluencia de público, especialmente los asistentes procedentes de otras provincias.
Para la segunda mitad de 2011 (concretamente, los días 25, 26 y 27 de noviembre) estaba prevista la celebración de una cuarta edición de este evento en la Feria de Muestras y Exposiciones de Armilla  bajo el nombre de Salón FicZone de Granada. No obstante, por razones ajenas a la organizadora del evento, hubo de ser cancelado y pospuesto para 2012.

### Ediciones celebradas
| Nombre oficial                                                   | Fechas                          | Lugar                           | Invitados |
| ---------------------------------------------------------------- | ------------------------------- | ------------------------------- | --- |
| I Salón del Manga de Granada                                     | 23 - 24 de mayo de 2009         | Palacio de Congresos de Granada | |
| II Salón del Manga de Granada «Especial Japón»                   | 6 - 8 de noviembre de 2009      | Feria de Muestras de Armilla    | |
| III Salón del Manga FicZone de Granada                           | 27 - 28 de noviembre de 2010    | Palacio de Congresos de Granada | - Javier Mena - Kenny Ruiz - José Luis Munuera - Enrique Bonet - Chema García - Juan Antonio Torres. |
| Convención de Cómic, Animación y Juegos de Granada: FicZone 2012 | 12 - 14 de octubre de 2012      | Feria de Muestras de Armilla    | - Hiroshi Nagahama - Shinichiro Watanabe - Kenny Ruiz - Matteo Ceccotti - Beatriz Iglesias |
| Convención de Cómic, Animación y Juegos de Granada: FicZone 2013 | 25 - 26 de mayo de 2013         | Feria de Muestras de Armilla    | - Kazuki Akane - Juan López Fernández "Jan" - Jorge Jiménez - Xian Nu Studio - Javi Fernández |
| Convención de Cómic, Animación y Juegos de Granada: FicZone 14   | 26 - 27 de abril de 2014        | Palacio de Deportes de Granada  | - Masao Maruyama - Arturo Monedero - Pedro Angosto - Carlos Coronado |
| Convención de Cómic, Animación y Juegos de Granada: FicZone 2015 | 2 - 3 de mayo de 2015           | Palacio de Deportes de Granada  | - Sakae Esuno - Jorge Molina - Pedro Delgado |
| Convención de Cómic, Animación y Juegos de Granada: FicZone 2016 | 30 de abril - 1 de mayo de 2016 | Feria de Muestras de Armilla    | - Emilio Calatayud - «El Torres», Yoshiyuki Sadamoto - Jaime Visedo |
| Convención de Cómic, Animación y Juegos de Granada: FicZone 2017 | 1 - 2 de abril de 2017          | Feria de Muestras de Armilla    | - Akira Yamaoka - Jon Sommariva - Javier Mena - «Maul Cosplay» - 9nine - «Abipower» - «Mark Miller» - «KowaiNana» - LucioleS y Lyel - Arctic Gaming - Arctic CSGO - Arnau «Johnarnau» Martínez - Daniel “ElOjeteNinja” Vaquero - Jordi “xTyLk” Buvalets - Alejandro Alguacil - Esteban Opazo Rivera (Espumito) - Francisco Javier Camacho Vargas (Pelucathompson)           |
| Convención de Cómic, Animación y Juegos de Granada: FicZone 2018 | 10 - 11 de marzo de 2018        | Feria de Muestras de Armilla    | - John Rhys-Davies - Yasuhiro Irie - Bryan Lee O'Malley - «Kinpatsu» - Álvaro Maldonado (Elvisa y El Gemelillo) - Gabriel Hernández Walta - Jorge Jiménez (dibujante) - Alejandro Sánchez - Xian Nu Studio - «Kowai Nana» - Kasper Lapp - Damien Martinet (CoolADN) - Ángel de la Cruz - Darío González Blanco (itsDarious555) - Sergio Morán - «Laurielle» - Arctic Gaming |
| Convención de Cómic, Animación y Juegos de Granada: FicZone 2019 | 27 - 28 de abril de 2019        | Feria de Muestras de Armilla    | - David Bradley (actor) - David Brau - Tensai Okamura - Masashi Kudo - Iban Coello - Rodrigo Septién y Álvaro Pascual (Pascu y Rodri) - «ZellenDust» - Carlos Torija - Xian Nu Studio - «Jannet Incosplay» - Dan Ballestero - Jacob Fryxelius - Emiliano Sciarra - Ghislain Masson - Santi Santisteban y David GJ - «Hyemin» - «Sisiuve» - «Mini Nene» - «Stylouz»          |
| Convención de Cómic, Animación y Juegos de Granada: FicZone 2020 | 28 - 29 de marzo de 2020        | Feria de Muestras de Armilla    | - Doug Jones (actor) - Blanca Mira - El Torres - Kenny Ruiz - José Altozano (DayoScript) - Dani Lagi (Strip Marvel) - AmenoKitarou (A.K. Wirru) - «Lupin» - «MRSHLL» - «Nieah» - «Jay Dope» |
| Convención de Cómic, Animación y Juegos de Granada: FicZone 2021 | 23 - 24 de octubre de 2021      | Feria de Muestras de Armilla    | |